# Bengally Sylla
Bengally Sylla   (valor desconegut) és un exfutbolista guineà de la dècada de 1970.
Fou internacional amb la selecció de futbol de Guinea.
Pel que fa a clubs, destacà a Hafia FC.